# Исигуро, Хаято
Хаято Исигуро (яп. 石黒隼士; 23 августа 1999, Токио, Япония) — японский борец вольного стиля, призёр чемпионата Азии.

## Карьера
В августе 2018 года, одолев в финале Аарона Брукса из США, стал победителем Первенства мира среди юношей до 20 лет, который прошёл в словацкой Трнаве. 18 апреля 2021 года в Алма-Ате в малом финале проиграл иракцу Мустафе Абдул-Баситу, заняв 5 место. 14 апреля 2023 года на чемпионате Азии в Астана, победив в схватке за 3 место китайца Линь Цзушэня, стал бронзовым призёром. В сентябре 2023 года в Белграде на чемпионате мира в 1/16 финала он выиграл у грузина Тариэля Гаприндашвили, а в 1/8 финала проиграл Расулу Тихаеву из Белоруссии, заняв итоговое 13 место. В апреле 2024 года в Бишкеке на азиатском квалификационном турнире завоевал лицензию на Олимпийские игры в Париже.

## Достижения
- Первенство мира по борьбе среди юношей до 20 лет 2018 — ;
- Чемпионат мира по борьбе среди спортсменов до 23 лет 2019 — ;
- Чемпионат Азии по борьбе 2023 — ;
- Чемпионат мира по борьбе 2023 — 13;